# Repubblica Centrafricana ai Giochi della XXX Olimpiade
La Repubblica Centrafricana ha partecipato ai Giochi della XXX Olimpiade di Londra che si sono svolti dal 27 luglio al 12 agosto 2012. È stata la 9ª partecipazione consecutiva degli atleti centrafricani ai giochi olimpici estivi ad esclusione delle tre edizioni dopo il debutto nell'edizione di Città del Messico 1968.
Gli atleti della delegazione centrafricana sono stati 6 (3 uomini e 3 donne), in 6 discipline. Alla cerimonia di apertura il portabandiera è stato il taekwondoka David Boui; nessun portabandiera ha presenziato alla cerimonia di chiusura.
Nel corso della manifestazione la Repubblica Centrafricana non ha ottenuto alcuna medaglia.

## Partecipanti
| Sport            | Uomini | Donne | Totale |
| ---------------- | ------ | ----- | ------ |
| Atletica Leggera | 1      | 1     | 2      |
| Lotta            | 0      | 1     | 1      |
| Nuoto            | 1      | 0     | 1      |
| Taekwondo        | 1      | 1     | 2      |
| Totale           | 3      | 3     | 6      |

## Atletica leggera
| Q | Qualificato al turno successivo per la posizione in qualificazione                                                           |
| q | Qualificato per il turno successivo per ripescaggio o, negli eventi su campo, conquistando la misura minima per qualificarsi |

### Maschile
Eventi di corsa su pista e strada
| Atleta                | Evento | Batteria  | Batteria  | Quarti di finale | Quarti di finale | Semifinale      | Semifinale      | Finale          | Finale          |
| Atleta                | Evento | Risultato | Posizione | Risultato        | Posizione        | Risultato       | Posizione       | Risultato       | Posizione       |
| --------------------- | ------ | --------- | --------- | ---------------- | ---------------- | --------------- | --------------- | --------------- | --------------- |
| Berenger Aymard Bosse | 100 m  | 10"55     | 1° Q      | 10"55            | 7°               | non qualificato | non qualificato | non qualificato | non qualificato |

### Femminile
Eventi di corsa su pista e strada
| Atleta            | Evento | Batteria  | Batteria  | Semifinale      | Semifinale      | Finale          | Finale          |
| Atleta            | Evento | Risultato | Posizione | Risultato       | Posizione       | Risultato       | Posizione       |
| ----------------- | ------ | --------- | --------- | --------------- | --------------- | --------------- | --------------- |
| Elisabeth Mandaba | 800 m  | 2'12"56   | 7ª        | non qualificata | non qualificata | non qualificata | non qualificata |

## Lotta
| VT | Vittoria per atterramento                           |
| PP | Vittoria a punti (lo sconfitto con punti tecnici)   |
| PO | Vittoria a punti (lo sconfitto senza punti tecnici) |

### Libera
Femminile
| Atleta       | Evento | Qualificazione       | Ottavi                                       | Quarti               | Semifinali           | Ripescaggio Turno 2  | Ripescaggio Turno 2  | Finale               | Pos. |
| Atleta       | Evento | Avversario Risultato | Avversario Risultato                         | Avversario Risultato | Avversario Risultato | Avversario Risultato | Avversario Risultato | Avversario Risultato | Pos. |
| ------------ | ------ | -------------------- | -------------------------------------------- | -------------------- | -------------------- | -------------------- | -------------------- | -------------------- | ---- |
| Sylvie Datty | -63 kg | Bye                  | Soronzonboldyn B. (MGL) P 0-3 PO (0-4, 0-4F) | non qualificata      | non qualificata      | non qualificata      | non qualificata      | non qualificata      | 20ª  |

## Nuoto e sport acquatici

### Nuoto
Maschile
| Atleta           | Evento            | Batterie | Batterie   | Semifinali      | Semifinali      | Finale          | Finale          |
| Atleta           | Evento            | Tempo    | Classifica | Tempo           | Classifica      | Tempo           | Classifica      |
| ---------------- | ----------------- | -------- | ---------- | --------------- | --------------- | --------------- | --------------- |
| Christian Nassif | 50 m stile libero | 28"04    | 55º        | non qualificato | non qualificato | non qualificato | non qualificato |

## Taekwondo
Maschile
| Atleta     | Evento | Ottavi                      | Quarti               | Semifinale           | Ripescaggio Turno 1         | Ripescaggio Turno 2  | Finale               | Classifica      |
| Atleta     | Evento | Avversario Risultato        | Avversario Risultato | Avversario Risultato | Avversario Risultato        | Avversario Risultato | Avversario Risultato | Classifica      |
| ---------- | ------ | --------------------------- | -------------------- | -------------------- | --------------------------- | -------------------- | -------------------- | --------------- |
| David Boui | −68 kg | M. B. Motamed (IRI) P (2-7) | non qualificato      | non qualificato      | R. Nikpai (AFG) P (2-7) PTG | non qualificato      | non qualificato      | non qualificato |

Femminile
| Atleta      | Evento | Ottavi                          | Quarti               | Semifinale           | Ripescaggio Turno 1  | Ripescaggio Turno 2  | Finale               | Classifica      |
| Atleta      | Evento | Avversario Risultato            | Avversario Risultato | Avversario Risultato | Avversario Risultato | Avversario Risultato | Avversario Risultato | Classifica      |
| ----------- | ------ | ------------------------------- | -------------------- | -------------------- | -------------------- | -------------------- | -------------------- | --------------- |
| Seulki Kang | −49 kg | L. Zaninović (CRO) P (0-14) PTG | non qualificata      | non qualificata      | non qualificata      | non qualificata      | non qualificata      | non qualificata |